# Đầm Cù Mông
Đầm Cù Mông là tên một vịnh biển nhỏ ở thị xã Sông Cầu, tỉnh Phú Yên, Nam Trung Bộ Việt Nam.

## Địa lý tự nhiên
Đầm Cù Mông dài nhưng hẹp, có diện tích khoảng 26,55 km². Đầm được bao bọc phía ngoài bởi khối núi Cù Mông chạy dài hơn 15 km ra biển tạo nên bán đảo Cù Mông với nhiều phong cảnh đẹp mắt.
Ven đầm có khá nhiều bãi, vịnh biển đẹp như Xuân Hải, bãi Bàu, bãi Rạng,...

## Tiềm năng du lịch
Khí hậu tại Đầm Cù Mông mát mẻ. Mặt đầm phẳng lặng. Đây là vùng nuôi tôm hùm thương phẩm lớn nhất của tỉnh Phú Yên. Ngoài ra, Đầm Cù Mông còn có nhiều loại hải sản khác.
Ở đây có nhiều di tích lịch sử văn hóa như Miếu Công Thần, di chỉ khảo cổ Gò Ốc...
Với vẻ đẹp thiên nhiên như tranh vẽ và địa thế quan trọng, có ảnh hưởng rất lớn đến cư dân quanh vùng trong việc phát triển kinh tế - xã hội cùng những giá trị văn hóa vật thể, phi vật thể, đầm Cù Mông đang được ngành Văn hóa - Du lịch lập hồ sơ đề nghị công nhận danh thắng cấp quốc gia.